# Ingrandes (Maine-et-Loire)
Ingrandes is een plaats en voormalige gemeente in het Franse departement Maine-et-Loire in de regio Pays de la Loire en telt 1418 inwoners (1999).

## Geschiedenis
De plaats maakt sinds 22 maart 2015 deel uit van het kanton Chalonnes-sur-Loire toen het kanton Saint-Georges-sur-Loire, waar de gemeente daarvoor onder viel, werd opgeheven. Op 1 januari 2016 werd Ingrandes met de gemeente Le Fresne-sur-Loire, die in het departement Loire-Atlantique lag, samengevoegd tot de commune nouvelle Ingrandes-le-Fresne-sur-Loire. Deze gemeente maakt deel uit van het arrondissement Angers en het departement Maine-et-Loire.

## Geografie
De oppervlakte van Ingrandes bedraagt 6,65 vierkante kilometer; Op 2013 was de bevolkingsdichtheid 249,8 inwoners per km².
De onderstaande kaart toont de ligging van Ingrandes met de belangrijkste infrastructuur en aangrenzende gemeenten.

## Demografie
Onderstaande figuur toont het verloop van het inwonertal.
Le Fresne-sur-Loire · Ingrandes · Saint-Sigismond